# Badjalan
Badjalan és una tribu d'Iraq abans molt important, que parlen majoritàriament el gurani, una llengua iraniana però no kurda.
Els badjalan es van sotmetre a l'Imperi Otomà el 1630 i els seus territoris van formar el sandjak de Badjwanli entre els dos Zab. Al segle xviii segons la seva tradició, van abandonar la regió de Mossul i es van establir al Luristan on es van assimilar als kurds lakkis; una branca es va establir entre Gilan i Kasr-i Xirin i els seus caps residien a Zuhab i més tard a Khanakhin. Al segle xx estaven dividits en dos grups, els djumur a la zona de Zuhab i els kazanlu prop de Bin Kudra.